# Lispe eidsvoldica
Lispe eidsvoldica este o specie de muște din genul Lispe, familia Muscidae, descrisă de Malloch în anul 1925. Conform Catalogue of Life specia Lispe eidsvoldica nu are subspecii cunoscute.